# Droga krajowa B64 (Austria)
Droga krajowa B64 (Rechberg Straße) – droga krajowa w Austrii. Jednojezdniowa arteria łączy miasto Frohnleiten  przez Weiz z Gleisdorfem. Droga prowadzi przez górskie tereny. Między Frohnleiten, a Weiz trasa biegnie szeregiem serpentyn. Na odcinku Weiz – Gleisdorf wzdłuż drogi poprowadzona została linia kolejowa "Gleisdorf–Weiz".